# Eelco Heinen
Eelco Heinen (Laren (NH), 27 april 1981) is een Nederlands politicus namens de Volkspartij voor Vrijheid en Democratie (VVD). Sinds 2 juli 2024 is hij minister van Financiën. Eerder was hij van 2021 tot 2024 lid van de Tweede Kamer.

## Loopbaan
Heinen volgde tussen 1998 en 2002 een opleiding informatica aan de Hogeschool van Amsterdam en begon vervolgens met een studie economie aan de Universiteit van Amsterdam. Nadat hij zijn Master of Science in macro-economie had afgerond in 2005, voltooide hij een tweede master in internationale betrekkingen. In 2006 was Heinen lid geworden van de VVD.
In 2007 startte Heinen zijn carrière als beleidsadviseur bij het ministerie van Financiën.
Van 2011 tot 2014 was hij senior financieel beleidsadviseur van de Tweede-Kamerfractie van de VVD. In dat laatste jaar werd hij politiek secretaris en hoofd beleid van de Kamerfractie. Hij maakte deel uit van het campagneteam van de VVD voor de Tweede Kamerverkiezingen 2017 en schreef mee aan het verkiezingsprogramma.
Bij de Tweede Kamerverkiezingen 2021 stond Heinen – destijds ook politiek assistent van Kamerlid Klaas Dijkhoff – zelf als nummer twaalf op de kandidatenlijst. Hij schreef voor de tweede maal ook mee aan het verkiezingsprogramma. Heinen werd verkozen met 679 voorkeurstemmen en werd geïnstalleerd op 31 maart 2021. Heinen kreeg de portefeuilles Rijksbegroting, Rijksuitgaven, staatsdeelnemingen, financiële markten, Wet op het financieel toezicht, macro-economisch beleid, Europees economisch beleid, Europees en internationaal monetair beleid, en Nationaal Groeifonds en hij werd lid van de vaste commissies voor Economische Zaken en Klimaat, Europese Zaken, Financiën en de Rijksuitgaven. Toen de benzineprijzen stegen, pleitte hij voor het naar voren halen van een geplande verhoging van de belastingvrije kilometervergoeding. Ook klaagde hij in 2022 over uitgaven door het kabinet zonder toestemming van de Tweede Kamer. Dit is toegestaan in het geval van een crisis, maar Heinen vond dat dewelke? clausule te vaak werd ingezet. Hij diende in 2023 een amendement in om gebruik van de clausule alleen toe te staan als de Kamer akkoord is met de noodzaak van de uitgaven zoals bepleit door het kabinet.
Toen het kabinet-Rutte IV in juli 2023 ten val kwam en er Kamerverkiezingen werden uitgeschreven voor november dat jaar, werd Heinen leider van de VVD-campagne. Op 2 juli 2024 werd hij minister van Financiën in het nieuwe kabinet-Schoof. Daarnaast was hij van 3 tot 19 juni 2025 ook waarnemend Economische Zaken, als opvolger van PVV-minister Dirk Beljaarts.

### Ophef mogelijke pus-uitspraak
Op 15 november 2024 veroorzaakte een mogelijke uitspraak van Heinen ophef. Heinen zou in de ministerraad iets gezegd hebben over een puist waar de pus van zou moeten worden uitgeknepen. Dit zou volgens velen over Marokkanen gaan, in de nasleep van de rellen in Amsterdam in 2024, maar volgens Heinen zelf ging het over antisemitisme. De Staatssecretaris van Toeslagen en Douane, Nora Achahbar, diende na de ministerraad haar ontslag in. In een reactie op maandag 18 november liet Heinen weten zich in een aantal uitspraken die in de media aan hem worden toegeschreven 'totaal niet te herkennen'.

### Privacyschendingen en discriminatie
Op 13 februari 2025 nam minister Heinen de aan hem gerichte Big Brother Awards publieksprijs 2024 in ontvangst. De minister ontving deze negatieve prijs voor "het maken van beleid dat indirect leidt tot privacyschendingen en discriminatie door financiële instellingen". Dit beleid, hoofdzakelijk vastgelegd in de Wet ter voorkoming van witwassen en financieren van terrorisme (Wwft), zou onder andere banken stimuleren "het zekere voor het onzekere" te nemen en transacties van klanten met discriminerende risicoprofielen en algoritmen te controleren, en in een aantal gevallen te blokkeren. De Rabobankbestuurder verantwoordelijk voor financial and economic crime zei bijvoorbeeld bij een besloten bijeenkomst dat de bank elke maand de relatie met tienduizend klanten verbreekt omdat de klanten "niet verenigbaar zijn met de risicobereidheid" van de bank.
Bits of Freedom verwijt het ministerie zijn eigen risico te verkleinen door dit naar de financiële instellingen over te hevelen, terwijl de overheid het maatschappelijk belang voorop zou moeten zetten. De voorganger van minister Heinen noemde het in mei 2024 "onacceptabel en heel pijnlijk dat ook maar iemand discriminatie ervaart, laat staan dat het plaatsvindt", maar zijn ministerie wees vervolgens voor de oplossing voor een deel naar de financiële instellingen. Uit onderzoek van het ministerie van Financiën bleek destijds dat 1 op de 10 discriminatie ervoer in hun contact met banken en betaalinstellingen.
Minister Heinen kon de prijs niet tijdens de uitreikingsceremonie in Amsterdam in ontvangst nemen, maar hij was bereid om dat bij zijn ministerie in Den Haag alsnog te doen. De minister erkende dat de Wwft in de praktijk "heel erg verkeerd" uitpakte. Hij voegde hieraan toe dat eerder al had geconstateerd, dat mensen door het beleid discriminatie ervoeren door onder meer onwenselijke vragenlijsten en hij benadrukte dat dit moest veranderen. Hij gaf ook aan in samenspraak met de minister van Justitie en Veiligheid nieuw beleid te ontwerpen, maar wilde hierover op dat moment nog niets naar buiten brengen.

## Persoonlijk
Heinen is getrouwd met een Spaanse echtgenote en heeft twee zonen.
- Parlement.com: vle9d1sqd6t7